# 川辺久造
川辺 久造（かわべ きゅうぞう、1932年8月12日 - 2025年1月26日）は、日本の俳優、声優。
神奈川県出身。文学座に所属し、晩年まで座友として籍を残した。
血液型はA型。

## 来歴・人物
早稲田大学在学中から学生演劇で活躍する。1953年に同大学中退後、文学座に研究生として入る。初舞台は『探偵物語』。文学座は二度にわたる分裂騒動を経験しているが、その中にあって決して渦中に巻き込まれず、文学座の中にとどまり続けた。舞台では『女の一生』の伸太郎役などが代表作。同じく文学座の松下砂稚子は最初の妻。死別後は女優の和田幾子と再婚した。九条の会賛同者で講師も行っている。
テレビドラマでは、時代劇や刑事ドラマで知性派の悪役を演じる機会が多い。また、英国グラナダTV制作の『シャーロック・ホームズの冒険』におけるレストレード警部や『スター・ウォーズ』におけるターキン総督の吹き替えをはじめ、声優業でも活躍している。
2015年、第50回紀伊國屋演劇賞・50回記念特別賞にて田辺茂一賞を受賞。
2025年1月26日午前9時57分、肺炎のため死去。92歳没。

## 出演（俳優）

### テレビドラマ
- ダイヤル110番（1960年、NTV）
- 連続テレビ小説（NHK）
  - うず潮（1964年）
  - 旅路（1967年）
- ザ・ガードマン（TBS / 大映テレビ室）
  - 第32話「あでやかな獲物」（1965年）
  - 第57話「危険を買う男」（1966年）
  - 第117話「おしゃべりは死を招く」（1967年）
  - 第122話「地獄で会った四人の男」（1967年）
  - 第170話「死神から逃げまくれ」（1968年）
  - 第173話「幽霊の招く館」（1968年）
  - 第199話「皆殺しの島」（1969年）
  - 第216話「偽ガードマン・泣いてくれるなおっ母さん」（1969年）
  - 第235話「大空に消えた現金輸送機」（1969年）
  - 第247話「殺人せり市」（1969年）
  - 第262話「ダービーで大もうけする方法」（1970年）
  - 第266話「団地・マイホーム殺人」（1970年）
  - 第281話「団地奥さんヌードの悲劇」（1970年）
  - 第297話「高校生奥さんのハレンチ作戦」（1970年）
  - 第300話「ひとりぼっちの坊やハワイ珍道中」（1971年）
  - 第313話「素晴らしきハワイ! 恋とビキニと殺人」（1971年）
  - 第345話「まあ恥ずかしい! スターの告白」（1971年）
- 眠狂四郎 第12話「夢幻花火」（1967年、CX）
- キイハンター（TBS / 東映）
  - 第20話「パリ発 殺しのラブレター」（1968年）
  - 第30話「死体を抱く人形」（1968年）
  - 第52話「追って追われて危機一髪」（1969年）
  - 第64話「がい骨抱いて珍道中」（1969年）
  - 第85話「おれの葬式100万ドル」（1969年）
  - 第88話「スパイ忠臣蔵」、第89話「国際殺人銀行奇襲作戦」（1969年） - 千坂兵部（上杉銀行頭取）
  - 第104話「足のある幽霊部隊」（1970年）
  - 第108話「25時発国際線逃亡ルート」（1970年）
  - 第111話「成金泥棒たちの国際会議」 (1970年)
  - 第160話「墓場に消えた現金輸送車」（1971年） - 間宮
  - 第200話「SOS接吻泥棒」（1972年） - 笹川
  - 第261話「魔女と黒猫が踊る夜」（1973年） - 朝倉博士
- 銭形平次（CX / 東映）
  - 第102話「御前様は誰か」（1968年） - 森安清兵衛
  - 第480話「三十六番目の若様」（1975年） - 工藤監物
  - 第534話「男の涙」（1976年） - 円次
- 用心棒シリーズ 俺は用心棒 第13話「刺客のひそむ夜」（1969年、NET / 東映） - 矢崎勘四郎
- 東京バイパス指令（NTV / 東宝）
  - 第39話「消えた遭難者」（1969年）
  - 第53話「復讐は誰の手に」（1969年）
  - 第64話「鬼」（1970年）
- 水戸黄門（TBS / C.A.L）
  - 第1部 第8話「まぼろしの剣 -浜松宿-」（1969年9月22日） - 茨剣鬼
  - 第2部 第28話「裏切り -小倉-」（1971年4月5日） - 六藏
  - 第3部 第23話「仇討ち博多人形 -博多-」（1972年5月1日） - 瀧田嘉平
  - 第4部 第20話 「湖水の女 -十和田-」（1973年6月4日) - 筒井左膳
  - 第5部 第14話「妖怪の仇討 -姫路-」（1974年7月1日） - 寺田左之助
  - 第6部 第25話「海道一の大盗人 -金谷-」（1975年9月15日） - 楯岡玄八郎
  - 第7部 第23話「地獄で聞いた佐渡おけさ -佐渡-」（1976年10月25日） - 児玉玄之丞
  - 第8部 第17話「鹿が知ってた悪い奴 -奈良-」（1977年11月7日） - 田川仙十郎
  - 第9部 第3話「狐が唄った相馬盆唄 -相馬-」（1978年8月21日） - 黒木源兵衛
  - 第10部 第19話「恋しきひとの琴 -犬山-」（1979年12月17日） - 弥富玄八郎
  - 第11部 第24話「弥七に似てた三度笠 -館山-」（1981年1月26日） - 川合武太夫
  - 第12部
    - 第1話「讃岐への旅立ち -水戸・江戸-」（1981年8月31日） - 大崎余太夫
    - 第20話「悲願叶えた糸車 -峰山-」（1982年1月11日） - 戸崎民部

  - 第13部 第25話「消えた黄門様 -延岡-」（1983年4月4日） - 高田唐八郎
  - 第15部（1985年）
    - 第20話「謎が渦巻く陰謀の宿 -米子-」 - 堀田左馬之助
    - 第33話「わしは天下の占い師 -小諸-」 - 安木郡兵衛

  - 第16部（1986年）
    - 第11話「浪速男のド根性 -大坂-」 - 内山源太夫
    - 第26話「おてんば姫君七変化 -亀田-」 - 折田兵太夫

  - 第17部（1987年）
    - 第3話「炎に浮かぶ凶賊の罠 -甲府-」 - 白石軍兵衛
    - 第12話「銃に群がる悪い奴 -堺-」 - 成瀬左近

  - 第18部 第1話、第2話「御老公爆殺指令! -佐倉-」（1988年） - 外崎図書
  - 第19部
    - 第8話「過去を背負った男 -新庄-」（1989年11月13日） - 三橋丹後
    - 第22話「悪事隠す謎の切腹 -高田-」（1990年2月26日） - 長瀬十内

  - 第20部
    - 第8話「情け紡いだ西陣織 -京-」（1990年12月24日） - 大越玄蕃
    - 第30話「刀鍛冶の仇討悲願 -岡山-」（1991年6月3日） - 馬場右京

  - 第21部（1992年）
    - 第13話「鬼と呼ばれた母の真実 -延岡-」 - 平山勢十郎
    - 第24話「義賊隼小僧の恩返し -金沢-」 - 岩島将監

  - 第22部 第35話「飛脚競べで悪を討つ -宇都宮-」（1994年1月17日） - 栗太武太夫
  - 第23部
    - 第12話「兄の敵はお殿様 -山中-」（1994年10月24日） - 牛尾陣内
    - 第27話「酔いどれ男の恩返し -人吉-」（1995年2月13日） - 大木田伝九郎

  - 水戸黄門外伝 かげろう忍法帖 第13話「悪党共よ夢をみろ -松山-」（1995年8月14日） - 鍵屋
  - 第24部（1996年）
    - 第17話「女目明し仇討ち悲願 -小倉-」 - 高代勘解由
    - 第26話「女地獄の大掃除 -韮崎-」 - 唐沢大膳

  - 第25部 第5話「陰謀砕く葛の糸 -掛川-」（1997年1月20日） - 滝沢大膳
  - 第26部 第24話「秘伝を盗んだ御老公 -関-」（1998年8月3日） - 大星内膳
  - 第34部 第9話「お娟の身代り見合い -盛岡-」（2005年3月7日） - 渋川儀右衛門
- 鬼平犯科帳（NET / 東宝）
  - 第1シリーズ 第10話「女掏摸（めんびき）お富」（1969年） - 狐火の虎七
  - 第2シリーズ 第25話「礼金二百両」（1972年） - 横田大学
- プレイガールシリーズ（12ch / 東映）
  - プレイガール
    - 第56話「女が骨までしゃぶるとき」（1970年） - タケシ赤羽根
    - 第72話「死霊の哭く家」（1970年） - 西原
    - 第74話「愛されすぎて殺されて」（1970年）- 文彦
    - 第155話「スリラー 墓場から来た脅迫状」（1972年） - 滝本
    - 第182話「たまき撃たる!!」（1972年） - 吉沢
    - 第195話「聖しこの夜の暗殺者」（1972年） - 博
    - 第229話「海底の全裸死美人」（1973年） - 津山
    - 第232話「あゝ! もっと私を悪魔にして」（1973年） - 小森
    - 第243話「恐怖の目撃者」（1973年） - 吉沢薫
    - 第251話「何で私を裸で殺すの!?」（1974年） - 矢沢

  - プレイガールQ
    - 第9話「女の野性は夜燃える」（1974年） - 里見部長
    - 第41話「放送300回記念・東京エマニエル夫人」（1975年） - 秋口祐介
- ポーラテレビ小説 / ひまわりの道（1971年、TBS）
- ターゲットメン 第8話「大草原の血闘」（1971年、NET / 東映） - 二階堂
- 大岡越前 （TBS / C.A.L）
  - 第3部 第1話（1972年6月12日） - 駒木根重蔵
  - 第9部 第1話、第2話「天下を狙った魔性の女」（1985年） - 黒島伝内
  - 第11部 第1話、第2話「吉宗暗殺の野望」（1990年） - 疋田外記
- 清水次郎長 第38話「あねさんのうまい味噌汁」（1972年、CX /  東映 / タケワキプロ）　- 留吉
- 大河ドラマ（NHK）
  - 新・平家物語（1972年） - 平判官資行
  - 元禄太平記（1975年） - 神崎与五郎
  - 徳川家康（1983年） - 北条氏政
  - 山河燃ゆ（1984年） - 刑事
  - 秀吉（1996年） - 能登屋
  - 徳川慶喜（1998年） - 市川三左衛門
  - 元禄繚乱（1999年） - 小野寺十内
- 鉄道100年 大いなる旅路（1972年、NTV）
- 木枯し紋次郎（1972年、TBS / C.A.L）
  - 第1部 第4話「女人講の闇を裂く」 - 銀次
  - 第2部 第4話「地獄を嗤う日光路」 - 千代吉
- 忍法かげろう斬り 第1話「俺は幕府のイヌじゃない」（1972年、KTV / 東映）
- 太陽にほえろ!（NTV / 東宝）
  - 第12話「彼は立派な刑事だった」（1972年） - 横尾勝利
  - 第39話「帰って来た裏切者」（1973年） - 来栖
  - 第70話「さよならはいわないで」（1973年） - 影山
  - 第284話「正月の家」（1978年） - 北田専務
  - 第351話「密室殺人」（1979年） - 高梨
  - 第501話「ある巡査の死」（1982年） - 矢沢課長
  - 第571話「誘拐」（1983年） - 桐生副社長
  - 第630話「必死のマミー」（1984年） - 前島馨（前島経済研究所所長）
  - 第678話「山村刑事の報酬なき戦い」（1986年） - 田所検事
- 飛び出せ!青春 第25話「その喧嘩 私が買います!!」（1972年、NTV / 東宝） - 杉教授
- 荒野の素浪人 第1シリーズ 第43話「銃撃 落日の決闘」（1972年、NET / 三船プロ） - 高畑駿河守
- 快傑ライオン丸 第33話「非情の盗賊ガメマダラ」（1972年、CX / ピープロ） - 風早鼠十郎
- 地獄の辰捕物控 第13話「お玉の声が波に散った」（1972年、NET / 東映） - 早瀬主水正
- 赤ひげ 第14話「虎落笛」（1973年、NHK）
- 子連れ狼（NTV / ユニオン映画）
  - 第1部 第6話「お末無情」（1973年） - 滝沢頼母
  - 第2部 第15話「温石くずし」（1974年） - 高島外記
- 荒野の用心棒 第11話「武器なき闘いに怒りをこめて…」（1973年、NET / 三船プロ） - 来島格兵衛
- 旅人異三郎 第17話「秘めた慕情が霧雨に煙った」（1973年、12ch / 三船プロ） - 箕浦甚左衛門
- いただき勘兵衛 旅を行く 第8話「諸行無常の風だとさ」（1973年、NET / 東映） - 梶村左ヱ門
- 江戸を斬る 梓右近隠密帳（1973年 - 1974年、TBS / C.A.L） - 金井半兵衛
- 狼・無頼控 第2話「女狩り秘聞」（1973年、MBS / 大映テレビ） - 日下部修理
- 非情のライセンス（NET / 東映）
  - 第1シリーズ 第45話「兇悪のスキャンダル」（1974年） - 大沼信一郎
  - 第2シリーズ
    - 第41話「生きてるだけの兇悪」（1975年） - 北見健一郎
    - 第81話「兇悪の暴走族」（1976年） - 花田角次
- 白い牙 第6話「事件渡世・有光洋介」（1974年、NTV / 大映テレビ） - 大島
- ザ・ボディガード 第26話「父性愛」（1974年、NET / 東映） - 大熊
- ご存じ金さん捕物帳 第2話「恋ごころ出世纏」（1974年、NET / 東映） - 徳山
- 少年ドラマシリーズ / なぞの転校生（1975年、NHK） - 山沢典夫の父
- 影同心 第8話「女のかたき殺し節」（1975年、MBS / 東映） - 大竹省次郎
- 俺たちの勲章 第11話「鞄を持った女」（1975年、NTV / 東宝） - 滝口
- 剣と風と子守唄 第20話「兄弟の勲章」（1975年、NTV / 三船プロ） - 野々宮内膳
- 遠山の金さん ※杉良太郎版（NET→ ANB / 東映）
  - 第1シリーズ
    - 第1話「燃えろ桜吹雪」（1975年） - 中沢
    - 第28話「折鶴の謎を追え!!」（1976年）

  - 第2シリーズ 第22話「いれずみ無情」（1979年） - 与平
- 隠し目付参上 第8話「穴のむこうは極楽か」（1976年、MBS / 三船プロ） - 小佐野弾正
- 人魚亭異聞 無法街の素浪人 第13話「夜霧の片道切符」（1976年、NET / 三船プロ） - 谷口敬造
- 大江戸捜査網（12ch→TX / 三船プロ）
  - 第243話「哀しみの子連れ唄」（1976年） - 峯岸大膳
  - 第349話「過去を裁く挑戦状」（1978年） - 藤倉主膳
  - 第379話「幻の船を待つ女」（1979年） - 梶山左馬頭
  - 第426話「復讐に賭けた娘の純愛」（1980年） - 高坂孫太夫
  - 第440話「消えた一万両の花嫁」（1980年） - 田原左内
  - 第484話「大虐殺 砂金の陰謀」（1981年） - 大貫典膳
  - 第589話「連続暴行魔 女風呂の罠」（1983年） - 苅部千之進
  - 平成版 第1シリーズ 第19話「女ねずみ小僧秘話! 仇討ち佐渡情話」（1991年） - 黒崎刑部
- いろはの"い" 第33話「記者無情」（1977年、NTV / 東宝） - 筧教授
- 桃太郎侍（NTV / 東映） ※高橋英樹版
  - 第21話「浮世絵の女」（1977年） - 金森丹下
  - 第48話「黒い鼠に数え唄」（1977年） - 文左衛門
  - 第182話「命を賭けた恋だった」（1980年） - 佐渡屋宗右衛門
  - 第241話「赤い首輪をつけた猫」（1981年） - 不破軍太夫
- 破れ奉行（1977年、ANB / 中村プロ）
  - 第14話「河童のわび証文」 - 五利又兵衛
  - 第35話「闇に散った怨み花」 - 榊原源十郎
- 暴れん坊将軍シリーズ（ANB / 東映）
  - 吉宗評判記 暴れん坊将軍
    - 第21話「纏は見ていた」（1978年） - 才賀源四郎
    - 第91話「対決! 嵐の甲府城」（1979年） - 大久保頼母
    - 第148話「日本一の小泥棒」（1981年） - 米倉丹後守
    - 第183話「かりそめに咲く夜の花」（1981年） - 本田飛騨守
    - 第207話「しばし名残の八百八町」（1982年） - 木幡将監

  - 暴れん坊将軍II
    - 第12話「めおと千両大漁節」（1983年） - 沼部重右衛門
    - 第90話「吉宗失脚!?初春一番の大江戸裁き!」スペシャル（1985年） - 山岡修理亮
    - 第117話「戦慄! 湯の里の美少女」（1985年） - 安土山城守
    - 第163話「のぞきは下手な鬼同心!」（1986年） - 金森蒼庵

  - 暴れん坊将軍III
    - 第29話「狙われた玉の輿!」（1988年） - 島崎頼母
    - 第93話「悪霊の城の花嫁」（1989年） - 相良大炊頭(佐久間勝幸)
    - 第111話「涙を捨たおんな坂」（1990年） - 横川軍兵衛

  - 暴れん坊将軍IV
    - 第6話「天晴れ! 孝行息子に名裁き」（1991年） - 水野河内守
    - 第49話「恋山彦 幻の花嫁!」（1992年） - 野間源太夫

  - 暴れん坊将軍V 第1話（SP）「大雪原の血煙り、吉宗を愛した復讐鬼!」（1993年） - 穴吹大弐
  - 暴れん坊将軍IX 第22話「壮絶! 三河士魂 養父の仇を討つ吉宗」（1999年） - 菅野図書亮
- 新幹線公安官 第2シリーズ 第26話「未来の終電車」（1978年、ANB / 東映） - 神田
- 人はそれをスキャンダルという（1978年 - 1979年、TBS / 大映テレビ） - 榊原
- 同心部屋御用帳 江戸の旋風IV 第9話「生き返った大黒様」（1979年、CX / 東宝） - 山城屋
- 噂の刑事トミーとマツ 第1シリーズ 第4話「女ごころVS迷コンビ」（1979年、TBS / 大映テレビ） - 近藤（太陽銀行支店長）
- 大空港 第33話「血と炎の女」（1979年、CX / 松竹） - 水谷専務
- 月曜スター劇場 / おだいじに（1979年 - 1980年、NTV）
- そば屋梅吉捕物帳 第13話「涙雨殺し人別帳」（1979年、12ch / 国際放映） - 日野屋
- Gメン'75（TBS / 東映）
  - 第191話「女子大寮の裏窓」（1979年） - 田中研一（助教授）
  - 第258話「大空港の逃亡者」（1980年） - 宮本信男
  - 第340話「闇に切り裂く連続女性殺人鬼」（1981年） - 捜査主任
  - 第347話、第348話「生き返った5年前の死体」（1982年） - 城西署刑事課長
- 長七郎天下ご免!（ANB / 東映）
  - 第19話「唄を忘れた箱入娘」（1980年） - 尾形内膳正
  - 第35話「おかめが達磨に貰い泣き」（1980年） - 井筒将監
  - 第64話「春雪八丁ぼり情話」（1981年） - 鬼政
  - 第86話「情け丁半!姉妹かんざし」（1981年） - 荻島助左衛門
- 大捜査線 第13話「標的という名の女」（1980年、CX / ユニオン映画）
- 服部半蔵 影の軍団 第12話「夜の蜘蛛は親でも殺せ」（1980年、KTV / 東映）-滝十郎左衛門
- ザ・ハングマンシリーズ（ABC / 松竹芸能）
  - ザ・ハングマン（1981年）
    - 第23話「人さらい、ベビーホテル」 - 大野社長（東西運輸）
    - 第41話「パリから来た殺し屋」 - 石野社長（城西開発）

  - ザ・ハングマンII（1982年）
    - 第6話「ヨガ秘術 しゃべる水死体」 - 村山修治（朝日印刷）
    - 第19話「女子留学生を売る吸血医」 - 阿川春彦（歯科医）

  - 新ハングマン 第3話「ホテル腹上死を演出する始末屋」（1983年） - 森口功（始末屋）
  - ザ・ハングマン4 第19話「未亡人の毒針が替え玉相続人を刺す!」（1985年） - 安永和雄（津山産業副社長）
  - ザ・ハングマンV 第8話「みなしご小学生が大金持ちにさせられる!」（1986年） - 久保田健（浅野家顧問弁護士）
  - ハングマンGOGO 第2話「インチキ霊感には超能力で勝負!」（1987年） - 広田和夫（「バイオ・ライフ・クリニック」院長）
- 闇を斬れ 第24話「大江戸・浪人皆殺し」（1981年、KTV / 松竹） - 川野十蔵
- 12時間超ワイドドラマ / 竜馬がゆく（1982年、TX） - 吉田東洋
- 源九郎旅日記 葵の暴れん坊 第5話「誰がために鍔は鳴る」（1982年、ANB / 東映） - 蒲原作兵衛
- ザ・サスペンス / 松本清張の時間の習俗（1982年、TBS / 大映テレビ） - 土肥武夫
- 時代劇スペシャル / 仕掛人・藤枝梅安 第7作「梅安乱れ雲」（1983年、CX） - 稲沢文蔵
- 暁に斬る! 第26話「平四郎 怒りの死闘!!」（1983年、KTV）
- 水曜ドラマスペシャル / 松本清張スペシャル・支払い過ぎた縁談（1985年、TBS / 松竹）
- 月曜ワイド劇場 / 7人の代理パパ（1985年、ANB / ジェイミック）
- 誇りの報酬 第12話「これが情報屋のホコリだ!」（1985年、NTV / 東宝） - 黒沢（東名不動産社長）
- 天使のアッパーカット（1986年、TBS / 大映テレビ） - 教頭
- 長七郎江戸日記（NTV / ユニオン映画）
  - 第1シリーズ 第87話「夫婦せんべい」（1986年） - 栗林刑部
  - 第2シリーズ 第6話「春遠からじ」（1988年） - 戸田内膳正
  - 第3シリーズ 第24話「夢の通い路」（1991年） - 垣内弥十郎
- 若大将天下ご免! 第14話「見知らぬ父の城で泣け!」（1987年、ANB / 東映） - 国枝外記
- 火曜サスペンス劇場 / 浅見光彦ミステリー 第4作「美濃路殺人事件」（1988年、NTV / 近代映画協会） - 沢口福男
- 隠密・奥の細道 第12話「大砲轟く奥州路」（1989年、TX / G・カンパニー）
- 八百八町夢日記（NTV / ユニオン映画）
  - 第1シリーズ 第2話「命を賭けて」（1989年） - 高坂由良之介
  - 第2シリーズ 第22話「翔べ! 見習同心」（1992年） - 大和屋平兵衛
- 名奉行 遠山の金さん 第2シリーズ 第9話「女の挑戦!怪文書のカラクリ」（1989年） - 八田平蔵
- さすらい刑事旅情編II 第18話「殺意の伝言ダイヤル・女子大生の完全犯罪」（1990年、ANB / 東映）
- 続続・三匹が斬る! 第9話「消えた花嫁、悪女が走る風の中!」（1990年、ANB / 東映） - 仁助
- 将軍家光忍び旅（ANB / 東映）
  - 将軍家光忍び旅 第4話「暗雲なびく女狐の湯」（1990年） - 酒井日向守
  - 将軍家光忍び旅II 第17話「絹の村、引き裂かれた夢」（1993年） - 扇屋徳右衛門
- 妻たちの劇場 / 噺家カミサン繁盛記 第10回（1991年、CX） - かえる家小はん太の父親
- はぐれ刑事純情派（ANB / 東映）
  - 第4シリーズ 第27話「安浦刑事ドイツに出張す 東京〜ベルリン贋作名画殺人ルート」（1991年） ‐ 高見沢勉
  - 第7シリーズ 第25話「狙われた美人OL・靴底のスパイス」（1994年） ‐ 河村雄之助
- 半七捕物帳 第5話「十五年目の悲劇」（1992年、NTV / ユニオン映画） - 市兵衛 ※里見浩太朗版
- 金曜時代劇（NHK）
  - 腕におぼえあり 第3シリーズ 第8話「疾風（ルビ…はやて」（1993年） - 茂兵衛
  - 最後の忠臣蔵（2004年） - 吉田忠左衛門
- 土曜ワイド劇場 / 西村京太郎トラベルミステリー（ANB） - 三上刑事部長
  - 第26作「特急『おおぞら』殺人事件」（1994年）
  - 第28作「特急ゆふいんの森殺人事件」（1995年）
  - 第30作「寝台特急『北斗星』殺人事件」（1996年）
  - 第32作「伊豆誘拐行」（1998年）
- 南町奉行事件帖 怒れ!求馬I 第1話「両国橋に駒が飛ぶ」（1997年、TBS / C.A.L） - 土田伊予守
- 花王 愛の劇場→愛の劇場（TBS）
  - パパ・レンタル中（1998年） - 源造
  - 温泉へGo!（2008年）
- 土曜ドラマ / バーチャルガール（2000年、NTV）
- 月曜ドラマシリーズ / ある日、嵐のように（2001年、NHK）
- DRAMA COMPLEX / 河井継之助 駆け抜けた蒼龍（2005年、NTV / 松竹） - 山本勘右衛門
- 金曜プレステージ / 内田康夫ミステリー・湯布院殺人事件（2010年、CX / 彩の会） - 高梨龍太郎
- 相棒 Season11 「アリス」（2013年、EX） - 菅井崇

### 映画
- 悪の華（1961年、松竹） - 久さん
- 無宿人別帳（1963年、松竹） - 彦兵衛
- 新・事件記者 大都会の罠（1966年、東宝） - 小川次郎
- 宴（1967年、松竹） - 観世扇之丞
- 日本のいちばん長い日（1967年、東宝） - 木原通雄
- エロス+虐殺（1970年、ATG） - 畝間満
- 想い出のかたすみに（1975年、松竹） - 兵頭耕太郎
- 俺たちの時（1976年、松竹） - 大学主事
- バロー・ギャングBC（1985年、東映） - 浩の父
- 踊る大捜査線 THE MOVIE（1998年、東宝） - 警視総監・川野純一郎
- たみおのしあわせ（2008年、スタイルジャム）
- Beauty うつくしいもの（2008年、ジョリー・ロジャー）
- ディア・ドクター（2009年、エンジンフイルム＝アスミック・エース）

### 舞台
- 探偵物語
- 富島松五郎伝 - 吉岡大尉
- 女の一生 - 伸太郎
- 絹糸の法被 - 永原栄二郎
- タイタス・アンドロニカス
- オイディプス王
- 忠臣蔵
- ザ・クライシス
- 定年ゴジラ

## 出演（声優）

### 吹き替え

#### 俳優
タイロン・パワー
- 荒野の襲撃（ダンカン・マクドナルド）
- 壮烈カイバー銃隊（アラン・キング大尉）
- 狙われた駅馬車（トム・オーウェンズ）
- 野性の女（ポール）

#### 映画
- イレイザー（ダニエル・ハーパー議員〈アンディ・ロマーノ〉）※日本テレビ版
- ウィンスロー少年（ロバート〈ロバート・ドーナット〉）※NHK版
- がい骨（クリストファー・メイトランド〈ピーター・カッシング〉）※日本テレビ版
- 河は呼んでいる（ロシェブルヌ家息子〈ロベール・ロンバール〉）※NHK版
- ザ・ドライバー（刑事/ザ・ディテクティブ〈ブルース・ダーン〉）※日本テレビ版
- シルバー・サドル 新・復讐の用心棒（スネーク〈ジェフリー・ルイス〉）
- スター・ウォーズ エピソード4/新たなる希望（グランド・モフ・ウィルハフ・ターキン総督〈ピーター・カッシング〉）※日本テレビ版1、日本テレビ版2
- 西部戦線異常なし（ヒンメルストッス〈イアン・ホルム〉）
- 太陽に向って走れ（ブラウン〈トレヴァー・ハワード〉）※TBS版
- ドラゴンへの道（ホー）
- 特攻大戦線（カサデイ）※TBS版
- ニューヨーク1997（ブレイン〈ハリー・ディーン・スタントン〉）
- パニック・アリゲーター/悪魔の棲む沼（ジョシュア〈メル・ファーラー〉）
- ヒロシマ 原爆投下までの4か月（ハリー・トルーマン大統領〈ケネス・ウェルシュ〉）
- ミクロの決死圏（マイケルズ博士〈ドナルド・プレザンス〉）※フジテレビ版

#### ドラマ
- ER緊急救命室
  - シーズンVII #1（レイ〈ジェームズ・キャラハン〉）
  - シーズンVIII #13（マニー〈ダナ・エルカー〉）
  - シーズンXII #12（テレンス・ベネマ〈ハーヴ・プレスネル〉）
  - シーズンXIV（ウオルター・パーキンス〈ハル・ホルブルック〉）
- 看護婦物語「暗黒の恐怖」（マカリスター博士〈J・D・キャノン〉）
- 刑事コロンボ パイルD-3の壁（建築家エリオット・マーカム〈パトリック・オニール〉）
- ザ・ホワイトハウス（ジャック・バックランド州知事〈ケヴィン・タイ〉）
- シャーロック・ホームズの冒険（レストレード警部〈コリン・ジェボンズ〉）
- スパイ大作戦 暗殺者には面がない（データー〈ブルース・グローヴァー〉）
- 大草原の小さな家「オルガのくつ」（オルガの父〈ヤン・メリン〉）
- チャームド 〜魔女3姉妹〜 シーズン4 #9（下院議員〈ジョン・プロスキー〉）
- チェオクの剣（スウォル〈イ・ジョンマン〉）
- ミステリー・ゾーン「生きている人形」（アザーソン〈クリフ・ロバートソン〉）
- ハワイ5-0（スティーブ・マクギャレット〈ジャック・ロード〉）
  - HAWAII FIVE-0（ジョン・マクギャレット〈ウィリアム・サドラー〉） - 今作ではアレックス・オロックリン演じるスティーヴ・マクギャレットの父親
- ママと七人のこどもたち「若い恋人」（ニール）
- モリー先生との火曜日（モリー先生〈ジャック・レモン〉）

### ラジオドラマ
- 日本沈没 （1973年 - 1974年、毎日放送制作、ニッポン放送系列放送）- ナレーター
- FMシアター（NHK-FM）
  - 「その堤を越えて」（2000年）
  - 「天空の道標」（2013年7月6日）
  - 「断崖のふたり」（2017年5月13日）

### テレビアニメ
- MONSTER（2004年、イギリス人夫婦）